# Yngve Holmberg (konstnär)
Sten Yngve Holmberg, född 21 september 1932 i Getinge, Halland, död 29 maj 2010 var en svensk målare, tecknare, grafiker och skulptör.
Han var son till gjutaren Sven Erich Holmberg och Lilly Vallbom. Efter avslutad skolgång började han modellera figurer i Törngrens keramikverkstad i Falkenberg 1945-1948. Han  studerade därefter konst vid Konstfackskolan i Stockholm 1948-1950 samt bedrev omfattande självstudier i måleri och modellering. Separat ställde han ut  ett flertal gånger i Falkenberg samt i Skövde och Uppsala. För Folkets hus i Falkenberg utförde han en relief i konststen med symboliska figurer. I sin stafflikonst har han använt rena färger i plan som han försökte ge ett spännande sammanhang och en formverkan som anknyter till hans skulpturala konst.